# Torhaug
Pour les articles homonymes, voir Torhaug.
Torhaug est une localité située sur l'île de Bolsøya dans la commune de Molde, Møre og Romsdal. La localité compte, au 1er janvier 2012, 244 habitants pour une superficie de 0.36 km². 
La localité est principalement résidentielle, avec peu d'activité commerciale.